# HIV/AIDS와 여성
첫 번째 여성 HIV사례는 1981년에 기록되었다. 그 이후 수 많은 여성이 HIV/AIDS바이러스에 감염되었다. 여성 HIV/AIDS사례의 대부분은 미국에서 고위험 성행위, 주사 약물 사용, 잘못된 의료 정보의 확산 및 적절한 생식 건강 자원 부족에 직접적으로 영향을 받는다. 유색인종 여성, LGBTQ 여성, 노숙자 여성, 여성 성 노동자, 정맥약물 사용 여성은 HIV/AIDS바이러스에 감염될 위험이 매우 높다. 미국 사회학자이자 교수인 Celeste Watkins Hayes는 Annual Review of Sociology에 기고한 논문에서 다음과 같이 밝혔다. "여성은 돈, 주거, 보호, 고용, 기타 기본적인 욕구와 같은 생존 중심의 행동을 위해 상업적 성관계와 같은 생존 중심의 행동을 강요 받을 가능성이 더 높다;노인들과의 불평등한 관계; 콘돔 사용, 일부일처제 또는 HIV의 조건을지시 할 수 없는 기타 관계."
미국에서 HIV/AIDS유행이 시작된 이래로 여성은 HIV/AIDS예방 및 치료를 목표로 하는 의료, 정부 및 사회 기관에서 배제되고 제외되었다. 초기 미국의 의료계는 레즈비언, 양성애자, 퀴어 여성 뿐만 아니라 여성과 성관계를 가진 여성(WSW)이 HIV/AIDS바이러스에 면역이 되는 것으로 간주했다. 비록 이것은 나중에 수정되었지만, 허위정보의 확산으로 인해 많은 여성들이 HIV/AIDS바이러스에 감염될수 없다는 믿음이 퍼졌고, 고위험성 성행위에 참여하게 되었다. HIV/AIDS에 감염된 레즈비언, 양성애자, 퀴어 여성은, 다른 여성에게 감염되었을 수도 있다는 사실에도 불구하고,  미국에서 통계적으로 이성애자, 정맥주사약물, 정의할 수 없는 전염으로 분류된다. 남성의 성폭행으로 HIV/AIDS바이러스에 감염된 레즈비언, 양성애자, 퀴어여성도 통계적으로는 이성애 전염으로 분류된다. HIV/AIDS 여성환자는 의학연구, 임상 시험, 재정 지원, 생식 건강 자원 및 적절한 HIV교육에서 제외되었다. 세상은 HIV/AIDS바이러스를 가진 남성에 초점을 맞추기 때문에, HIV/AIDS바이러스를 가진 여성은 의료, 정부 및 사회 기관으로부터 덜 주목받았다.

## 역사
역사적으로 여성은 종종 HIV 및 AIDS 지지, 치료, 연구에서 제외되었다. 1981년 에이즈 유행이 시작되었을 때 의학 및 과학계는 여성을 연구 그룹으로 인정하지 않았다. 여성은 약물 및 예방 조치에 대한 임상 시험에서 제외되었다. 여성들은 또한 "임산부 및 비임신 여성 금지"와 같은 제한을 제외하고는 종종 임상 시험 참여가 금지되었다.
국립보건원(NIH)은 저소득 소수 민족 여성을 대상으로 한 HIV 연구 보조금을 거부했다. 소수 민족의 저소득 여성의 HIV이해를 대상으로 한 보조금을 거부했다. 이러한 관심 부족은 HIV 및 AIDS 영역에서 동성애자 권리 운동이 현저함에 종종 기인한다. HIV 감염의 임상 증상은 남녀마다 다르며 남성 증상에 대한 초점으로 의료 전문가들은 여성의 증상을 간과하게 되었다.
미국에서 1981년 여성의 HIV감염 사례가 처음으로 보고되었다. 1982년 12월에 처음으로 엄마에서 아기로 감염된 HIV감염 사례가 기록되었다. 바이러스에 감염된 어린이의 수는 10년 동안 증가했다. 아지도싸이미딘(AZT)라고도 하는 지도부딘(ZDV)은 1980년대 후반 HIV치료 약물로 도입되어 모자 전염 가능성을 최대 70%까지 줄였다.
2019년 기준, 현재 보고된 HIV사례의 약 20%가 여성이다. 여성에게 전염되는 두 가지 주요 경로는 이성애와 정맥 약물 사용이다.
여성은 성교를 통해 다른 여성에게 HIV/AIDS바이러스를 전파시킬 수 있다. 그러나 미국에서는 HIV / AIDS 전파를 이성애, 정맥 내 약물 전파 또는 정의되지 않은 전파 이외의 형태는 통계적으로 분류하지 않는다. 여성에서 여성으로의 HIV 감염 통계는 연구 부족으로 인해 알려지지 않다. 여성이 여성과 성관계를 했는지 아닌지는 미국의 모든 HIV 의학 보고에서 60% 이상 누락되었다.

## 타임라인
| 1982 | - 질병 통제 예방 센터(CDC)는 "매춘부"가 HIV에 감염되는 위험 범주에 속한다고 선언했다. - 여성(남성 뿐 아니라) 약물 사용자가 그 질병에 걸리는 것으로 관찰되었다. |
| 1983 | - NIH는 에이즈를 연구하기 위해 Barbara Fabian Baird 같은 여성 간호사를 고용하기 시작했다. - 여성 AIDS네트워크가 설립되었다. - CDC는 "AIDS에 걸린 남성의 여성 성 파트너"를 위험 범주로 추가했다. |
| 1984 | - 사회 복지사 Caitlyn Ryan는 미국 남서부에서 가장 오래된 AIDS서비스 조직인 AID Atlanta의 첫번째 전무 이사가 되었다. |
| 1985 | - 샌프란시스코 AIDS재단은 여성과 AIDS에 대한 최초의 책자를 제작했다. - 샌프란시스코 종합 병원은 처음으로 AIDS병동(5B)에 여성을 허용했다. |
| 1986 | - 여성은 미국에서 AIDS사례의 7%를 차지했다. - AIDS정책에 관한 첫 번째 정책인 AIDS:A Public Health Challenge는 Caitlyn Ryan이 공동 저술했다. 이 것은 많은 공무원들에게 지침이 되었다. - Marie St. Cyr는 여성과 AIDS 자원 네트워크(WARN)를 기반으로 첫 감독이 되었다.. |
| 1987 | - NIH는 전체 예산의 13.5%를 여성 건강 문제에 할당했다. - 그 당시, 여성은 피임을 하지 않는 경우에 HIV검사에서 제외되었다. 구체적으로 AIDS 또는 HIV관련 의료 지원이나 부인과(여성 생식기 및 유방 관련)치료는 제공되지 않았다. - 미국 식품의약국(FDA)은 ZDV(AZT)를 AIDS치료를 위한 최초 항 레트로 바이러스 약물로 승인했다. |
| 1988 | - 잡지 코스모폴리탄의 한 기사에서 여성이 "건강한 질"을 가지고 있다면 HIV에 감염될 위험없이 HIV양성 남성과 성관계를 가질 수 있다고 잘못 설명했다. - HIV/AIDS에 대한 합동 유엔 프로그램(UNAIDS)은 사하라 사막 이남의 아프리카에서 남성보다 여성이 HIV에 감염된 사람이 더 많다고 보고했다. |
| 1990 | - 제1회 전국 여성 및 HIV회의가 워싱턴 DC에서 열렸다. - 당시 시카고에서 AIDS병동이있는 유일한 병원이었던 Cook County의 John H. Stroger Jr.병원은 여성입원을 거부했다. 시위대는 항의의 표시로 거리에 병동을 세웠고 시위대 35명이 체포되었다. 여성들은 시위 이틀 후 병동에 입원했다. - AIDS연합의 여성 간부회(ACT UP)는 여성, AIDS 및 행동주의를 썼다. - 5월 1일, ACT UP회원들은 NIH가 HIV실험과 치료 연구에 여성과 유색인종을 포함시키도록 항의했다. |
| 1992 | - CDC는 HIV실험과 재발성 폐렴, 폐결핵, 3기 자궁경부암 및 재발성 질칸지다증(효모감염)치료에서 유색인종여성이 경험하는 증상을 포함하도록 HIV의 정의를 확장했다. - HIV/AIDS와 여성 생활의 국제 커뮤니티(ICW)가 설립되었다. |
| 1993 | - 미국 의회는 NIH 활성화 법을 제정하여, OAR(Office of AIDS Research)가 NIH의 모든 에이즈 연구를 일차적으로 감독할 수 있도록 했다. 이 법은 모든 기관에 여성과 소수 민족을 연구에 포함하도록 요구했다. - Gena Corea의 저서, The Story of Women and AIDS: The Invisible Epidemic 이 출판되었다. - HIV는 25~44세 아프리카계 미국인 여성의 주요 사망 원인이 되었다.                                                                                     |
| 1994 | - 8월 5일, 미국 공중 보건 서비스는 HIV양성여성이 HIV의 주산기 전염(출생을 통한 감염)의 가능성을 줄이기 위해 ZDV(AZT)를 복용할 것을 권장하면서, 이 약이 HIV의 전염을 70퍼센트까지 감소시킨다는 ACTG 076 연구를 인용했다. - 미국 보건 및 인적 서비스 부서는 NIH에 자금 지원을 요청한 모든 보조금은 "임상 연구에 여성과 소수자를 적절히 포함"하는 것을 포함해야 한다는 명령을 발표했다.                                                               |
| 1996 | - 항 레트로바이러스 요법으로 인해 미국에서 연간 새로운 AIDS사례수가 감소했다. |
| 1997 | - 여성은 전 세계적으로 모든 HIV사례의 절반 이상을 차지했다. - 미국에서는 HIV 진단 사례의 75%가 아프리카계 미국인 여성이었다. |
| 1999 | - 전 세계적으로 110만명의 여성이 HIV/AIDS로 사망했다. - 미국에서는 13세에서 19세 사이의 여아가 새로운 HIV/AIDS사례의 대부분을 차지한다. |
| 2002 | - 전 세계적으로 2백만명의 여성이 HIV/AIDS에 감염되었다. - 전 셰게 120만명의 여성이 HIV/AIDS로 사망했다. |
| 2008 | - 아메리카 원주민 여성은 흑인과 라틴계 여성에 이어 HIV/AIDS에 걸릴 가능성이 가장 높은 세 번째 여성집단이 되었다. - 아메리카 원주미 여성은 백인 여성에 비해 HIV/AIDS에 걸릴 확룰이 2.4배 더 높은 것으로 나타났다. |
| 2010 | - 여성은 미국에서 HIV/AIDS 4건 중 1건을 대표하기 시작했다. |
| 2011 | - HIV/AIDS는 25세에서 34세 사이의 아프리카계 미국인 여성의 주요 사망원인이 되었다. - 흑인 여성은 백인 여성보다 HIV/AIDS에 감염될 가능성이 15~20배 더 높은 것으로 나타났다. - 라틴계 여성은 백인 여성보다 HIV/AIDS에 걸릴 확률이 4배 더 높다. |
| 2018 | - CDC는 미국의 모든 트랜스젠더 여성의 14.1%가 HIV/AIDS에 걸렸다고 확정했다. - 미국에서 HIV에 감염된 모든 트랜스젠더 여성의 44.2%가 흑인 여성이라는 것이 입증되었다. - 연구에 따르면 미국에서 HIV에 감염된 모든 트랜스젠더 여성의 25.8%가 라틴계 여성이다. |